# Jan Tománek
Pour les articles homonymes, voir Tománek.
 (mai 2022).
La mise en forme du texte ne suit pas les recommandations de Wikipédia : il faut le « wikifier ».
Les points d'amélioration suivants sont les cas les plus fréquents :
- Les titres sont pré-formatés par le logiciel. Ils ne sont ni en capitales, ni en gras.
- Le texte ne doit pas être écrit en capitales (les noms de famille non plus), ni en gras, ni en italique, ni en « petit »…
- Le gras n'est utilisé que pour surligner le titre de l'article dans l'introduction, une seule fois.
- L'italique est rarement utilisé : mots en langue étrangère, titres d'œuvres, noms de bateaux, etc.
- Les citations ne sont pas en italique mais en corps de texte normal. Elles sont entourées par des guillemets français : « et ».
- Les listes à puces sont à éviter, des paragraphes rédigés étant largement préférés. Les tableaux sont à réserver à la présentation de données structurées (résultats, etc.).
- Les appels de note de bas de page (petits chiffres en exposant, introduits par l'outil «  Source ») sont à placer entre la fin de phrase et le point final[comme ça].
- Les liens internes (vers d'autres articles de Wikipédia) sont à choisir avec parcimonie. Créez des liens vers des articles approfondissant le sujet. Les termes génériques sans rapport avec le sujet sont à éviter, ainsi que les répétitions de liens vers un même terme.
- Les liens externes sont à placer uniquement dans une section « Liens externes », à la fin de l'article. Ces liens sont à choisir avec parcimonie suivant les règles définies. Si un lien sert de source à l'article, son insertion dans le texte est à faire par les notes de bas de page.
- La présentation des références doit suivre les conventions bibliographiques. Il est recommandé d'utiliser les modèles {{Ouvrage}}, {{Chapitre}}, {{Article}}, {{Lien web}} et/ou {{Bibliographie}}. Le mode d'édition visuel peut mettre en forme automatiquement les références.
- Insérer une infobox (cadre d'informations à droite) n'est pas obligatoire pour parachever la mise en page.

Pour une aide détaillée, merci de consulter Aide:Wikification.
Si vous pensez que ces points ont été résolus, vous pouvez retirer ce bandeau et améliorer la mise en forme d'un autre article.
Jan Tománek (né le 14 février 1978 à Prague) est un réalisateur, écrivain et artiste tchèque. 
Créateur des longs-métrages d'animation Kozí příběh : pověsti staré Prahy (Histoire de chèvre : Légende du vieux Prague) en 2008 et Kozí příběh se sýrem (Histoire de chèvre et de fromage) en 2012, il a également publié plusieurs livres.

## Biographie
Jan Tománek est le fils de l'animateur Jan Sarkandr Tománek (cs), fondateur de l'Art And Animation studio (cs) praguois. Diplômé de l'école d'art Wenceslas Hollar en 1996, il commence à réaliser des courts-métrages d'animation 3D en 1997. De 1999 à 2005, il étudie à l'atelier Nouveaux Médias de l'Académie des Beaux-Arts de Prague.
Il produit ensuite au sein de l'Art And Animation studio un film inspiré par un conte traditionnel tchèque, Kozí příběh – pověsti staré Prahy (Histoire de chèvre : Légende du vieux Prague), premier long métrage d'animation tchèque en 3D, qui sort en salles en 2008. La suite, Kozí příběh se sýrem (Histoire de chèvre et de fromage), sort en 2012.
Jan Tománek écrit ensuite des livres. En 2018, il publie son premier roman, Motýlí křik (Le Cri du papillon), aux éditions Albatros Media (cs) . En 2019, il écrit le livre Lustr pro papeže (Chandelier pour le pape), qui évoque la dureté des camps de normalisation communistes.

## Filmographie
- 1997 Poslední večeře Páně (Le dernier dîner du Seigneur) - 3 min. - court métrage
- 1997 Perpétuum mobile – 5 min. - court métrage
- 1999 Kapesníček (Le Mouchoir) – 6 min. - court métrage
- 1999 Ze života sklenic (De la vie des verres) – 3 min. – Animations 3D
- 1999 Vlastne nikam. . . (En fait nulle part...) – 20 min – court métrage
- 2000 Svět (Le Monde) – 3 min. – Animations 3D
- 2001 Cervená Karkulka – 5 min. – court métrage avec animation
- 2002 Žáby (Les Grenouilles) – 4 min – Film d'animation 3D, en distribution cinéma depuis 2003
- 2003 Probuzení (Réveillez-vous) – 20 min – court métrage
- 2008 Kozí příběh – pověsti staré Prahy - long métrage, réalisateur, artiste [1]
- 2012 Kozí příběh se sýrem - long métrage, réalisateur, artiste

## Livres
- 2018 Motýlí křik (Le cri du papillon) - Le thriller complotiste de Prague d'aujourd'hui et la conférence Bilderberg .
- 2019 Lustr pro papeže (Lustre du Pape) – Une histoire vraie de l'enfer des camps de normalisation communistes.

## Prix
- 2009 Digital seoul_film festival – Séoul
- 2009 Festival international du film Drake – Italie, Naples
- 2009 SICAF (Seoul International Cartoon & Animation Festival) (concours de longs métrages)
- 2009 INDIE FEST États-Unis – États-Unis, Californie
- 2009 Bangkok International. Animation Film Festival – Thaïlande, Bangkok (Compétition officielle)
- 2009 Animest 2009 Int. Festival du Film d'Animation – Bucarest (Compétition officielle)
- 2009 CINANIMA 2009, 33e Int. anim. Festival du Film – Espino (Compétition officielle)
- 2009 Czech Lion Award - Meilleure réalisation artistique - Nommé
- 2009 Febiofest - Kristian - AWARD Prix de la critique - Le meilleur film d'animation tchèque 2008
- 2010 Bilbao – Festival international du film d'animation – Espagne
- 2010 NUEVA MIRADA – Int. festival – Buenos Aires – Argentine – Cerf-volant d'or – Le meilleur long métrage pour les enfants